# Banksinoma akhtyamovi
Banksinoma akhtyamovi är en kvalsterart som beskrevs av Rjabinin 1993. Banksinoma akhtyamovi ingår i släktet Banksinoma och familjen Thyrisomidae. Inga underarter finns listade.